# Tatort: Nie wieder Oper
Nie wieder Oper  ist der 404. Fernsehfilm der Krimireihe Tatort. Er führte Harald Krassnitzer in der Rolle des Chefinspektors Moritz Eisner in die Reihe der Tatort-Kommissare ein. Der ORF-Fernsehfilm  wurde am 17. Januar 1999 erstgesendet. Die Ermittlungen in einem Mordfall führen Eisner in die scheinbar heile Welt eines Seniorenheimes für Künstler. Er deckt dabei die kriminellen Machenschaften der Heimleitung auf.

## Handlung
Chefinspektor Eisner wird zu einem Brandopfer in einer noblen Seniorenpension gerufen, der frühere und relativ bekannte Operntenor Oscar Weisshaupt wird im Keller tot und stark verkohlt aufgefunden. Die Spuren deuten nicht auf einen Unfall, eher auf Fremdeinwirkung, was die Ermittlung nötig macht. Er war recht vermögend, ohne Familie und wollte eventuell sein Vermögen dem Heim hinterlassen.
Die Obduktion ergibt, dass der Tod bereits vor dem Brand eintrat, und es wird Strychnin im Magen gefunden. Eisner untersucht das Zimmer des Toten und findet die zerrissene Fotografie von Merimee Leon, der Tochter der Heimbewohnerin Viktoria Leon. Die Heimbewohnerinnen sind alle betagte ehemalige Opernakteure und miteinander oft schon aus der aktiven Musikerzeit bekannt. Ihretwegen hatte er seine Freundin Babette Schöne, ebenfalls eine Bewohnerin des Seniorenheims und betagte Operndiva, verlassen. Da Merimee sogar ein Kind von dem alten Herrn erwartete, hatte er zu ihren Gunsten sein Testament verfasst. Sie ist von alledem aber total überfordert und als sie erfährt, dass auch ihre Mutter mit Weisshaupt schon ein Verhältnis hatte, bringt sie sich und somit auch ihr ungeborenes Kind um.
Das Heim hatte als eine Stiftung finanzielle Probleme, aber eigenartiger Weise einen Aufnahmestopp, obwohl in letzter Zeit auffallend viele Heimbewohner verstorben sind und dadurch Plätze frei sein dürften. Eisner vermutet, dass hier etwas im Argen liegt, zumal gerade aufwändige Renovierungsarbeiten stattfinden, was zu finanziellen Sorgen nicht passt. Eisner untersucht die Etage, auf der gerade renoviert wird, und stößt in einem Raume auf Baupläne für ein nagelneues Hotelprojekt. Zudem trifft er auf einen scharfen Wachhund, der ihn angreift, sodass er ihn erschießt. Das alles nährt den Verdacht, dass der Heimleiter Hoffmann einiges zu verschleiern hat. Eisner vermutet, dass Hoffmann bewusst die Todesrate der Heiminsassen in die Höhe und die gesamte Situation des Heims zu einem Ruin treibt, was den Weg für das Hotelprojekt frei machte. Eisner stellt Eugen Hoffmann zur Rede, denn schon wieder ist eine Komapatientin gestorben. Eisner gelingt es, wenn auch nicht ganz legal, von der Verstorbenen Blut abzunehmen. Die Untersuchung ergibt eindeutig eine Insulinüberdosis. So kann die Staatsanwaltschaft eingeschaltet werden und die Verantwortlichen werden verhaftet.
Der Tod Weisshaupts ist damit jedoch noch nicht erklärt und Eisner ermittelt weiter. Merimees Mutter geriet mit Babette Schöne in massiven Streit. Diese hatte ihr Tagebuch entwendet und darin gelesen, dass Merimee die leibliche Tochter des Toten war. Da Viktoria Leon nicht ertragen konnte, dass der Mann, der sie seinerzeit schwanger sitzen gelassen hatte, nun ihre Tochter geschwängert hatte, lockte sie ihn in den Keller und vergiftete ihn. Um es aber wie einen Unfall aussehen zu lassen, übergoss sie ihn mit Petroleum und zündete ihn an.

## Hintergrund
Der ORF startet hier mit einem komplett neuen Ermittlerteam. In ganz neuer Konstellation besteht das Team aus insgesamt vier Ermittlern: Chefinspektor Moritz Eisner als Untersuchungsleiter, die junge und aktive Ermittlerin Suza Binder und der etwas gemächlichere Bezirksinspektor Norbert Dobos. Die drei Außenermittler werden bei ihrer Arbeit von der dynamischen Gerichtsmedizinerin Renata Lang unterstützt.
Dem ORF gelang es für diese Folge zahlreiche hochkarätige österreichische und internationale Opernstars zu gewinnen, damit die Rollen der Bewohner des Seniorenheims möglichst lebensnah dargestellt werden konnten. So sind zu sehen und zu hören: Kammersängerinnen Marta Eggerth-Kiepura, Gerda Scheyrer und Christel Goltz sowie die Kammersänger Adolf Dallapozza, Walter Berry, Otto Edelmann, Waldemar Kmentt und Prof. Dr. Marcel Prawy.

## Rezeption
6,12 Millionen Zuschauer sahen die Folge Nie wieder Oper in Deutschland bei ihrer Erstausstrahlung am 17. Januar 1999, was einem Marktanteil von 17,01 % entsprach.